# Бистра (права притока Уличанки)
Бистра (пол. Bystra), (рос. Быстрый) — гірська річка в Україні, у Дрогобицькому районі Львівської області у Галичині. Права притока Колодниці, (басейн Дністра).

## Опис
Довжина річки 10 км, найкоротша відстань між витоком і гирлом — 8,27  км, коефіцієнт звивистості річки — 1,21 . Річка тече у межах частини Українських Карпат.

## Розташування
Бере початок на північних схилах гори Белеїв (775 м) на північно-західній околиці села Зимівки в «Солом'яному лазу». Тече переважно на північний схід. У селі Бистрий у річку впадає потічок Теменець. Між селами Доброгостів та Уличне річка Бистра впадає в Уличненське водосховище, де поєднюється із річкою Колодницю, утворюючи озеро, яке зветься Уличанка.